# Iva Shepard
Pour les articles homonymes, voir Shepard.
Iva Shepard est une actrice américaine, née le 23 avril 1886 à Cincinnati (Ohio), et morte le 26 janvier 1973 à Arcadia (Californie).
Elle épousa Joseph Singleton en 1913, puis Lyle Clement en 1918.

## Filmographie partielle

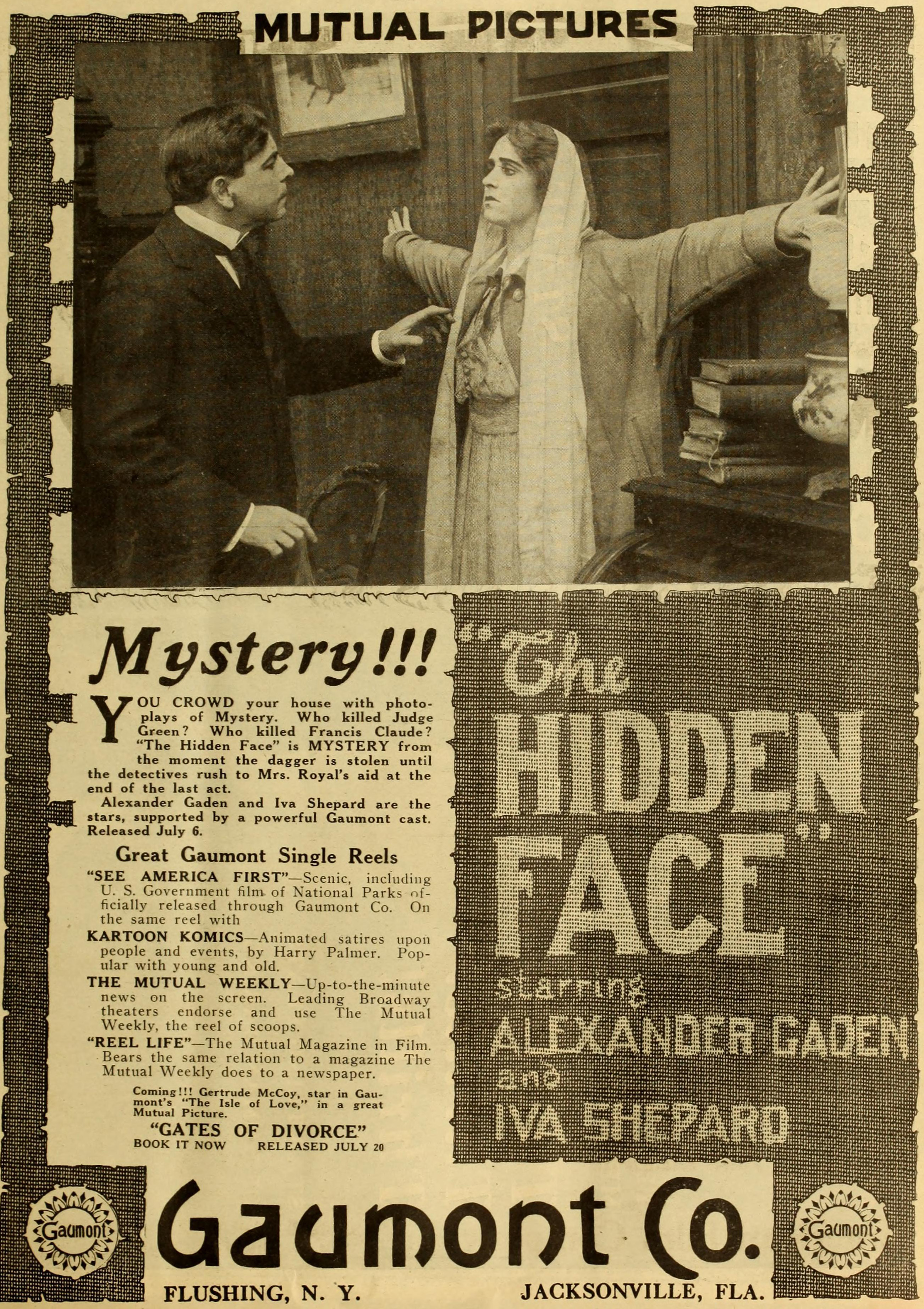
The Hidden Face (1916)

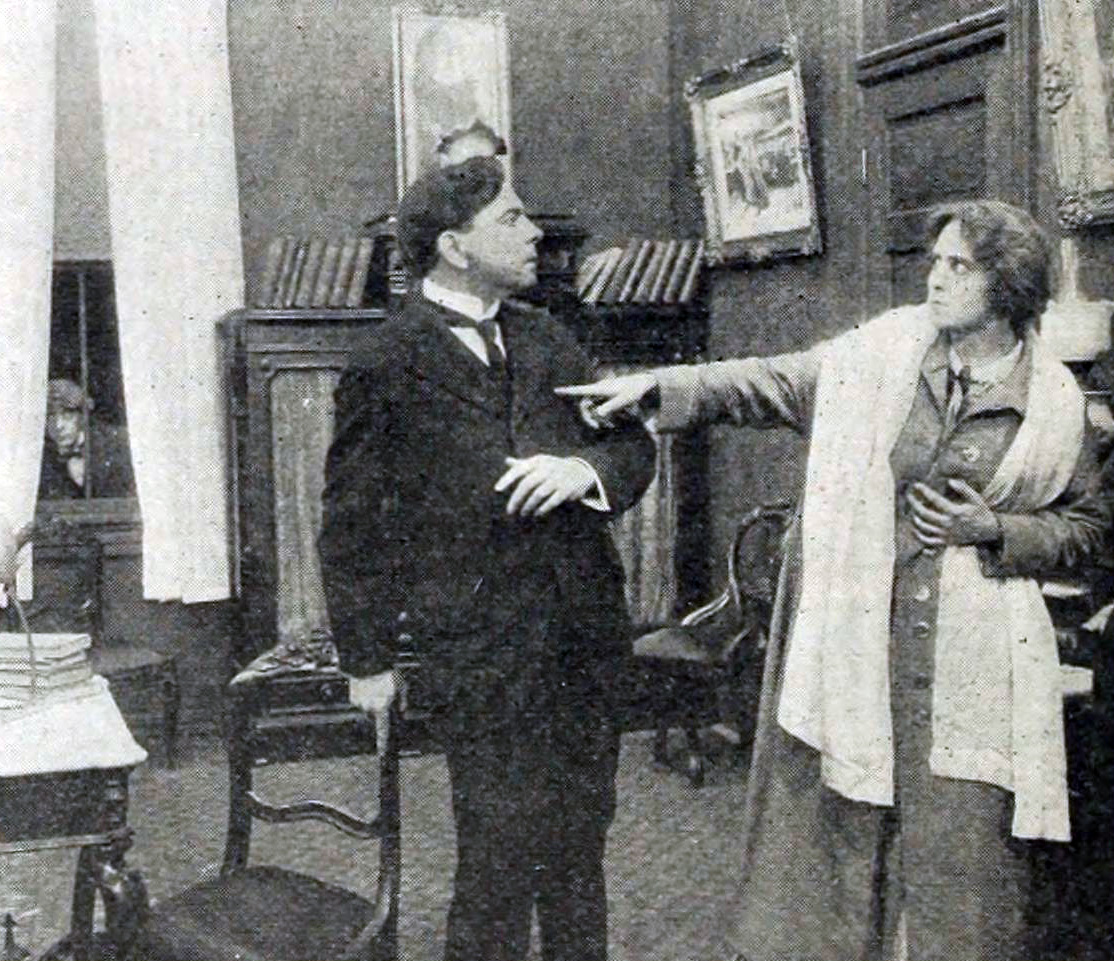
The Hidden Face (1916)

- 1911 : The New Superintendent, de Francis Boggs
- 1911 : The Craven Heart, de Francis Boggs
- 1911 : Little Injin, de Hobart Bosworth
- 1911 : The Novice, de Francis Boggs
- 1911 : It Happened in the West, de Hobart Bosworth
- 1911 : The Coquette, de Francis Boggs
- 1911 : The Right Name, But the Wrong Man, de Frank Montgomery
- 1911 : On Separate Paths, de Francis Boggs
- 1911 : For His Pal's Sake, de Frank Montgomery
- 1911 : Stability vs. Nobility, de Hobart Bosworth
- 1911 : The Rival Stage Lines, de Francis Boggs
- 1912 : The Bandit's Mask, de Frank Montgomery
- 1913 : Uncle Tom's Cabin, d'Otis Turner
- 1914 : The Straight Road, d'Allan Dwan : Lazy Liz
- 1914 : The Conspiracy, d'Allan Dwan : Juanita
- 1916 : The Hidden Face d'Edwin Middleton : Grace Goodman